# Скеля «Камінь Довбуша»
Ске́ля «Ка́мінь До́вбуша» — геологічна пам'ятка природи місцевого значення в Україні. Розташована в межах Усть-Путильської сільської громади Вижницького району Чернівецької області, біля села Хорови.
Площа 0,2 га. Статус присвоєно згідно з рішенням облвиконкому від 30.05.1979 року. Перебуває у віданні: Карпатський держспецлісгосп АПК (Розтоківське лісництво, кв. 11, вид. 4).
Скелі, розташовані на північний захід від скельного масиву Протяті Камені.